# 藤本智美
藤本 智美（ふじもと としみ、1970年 - ）は日本で活動するパティシエ。東京都出身。パティスリーエチエンヌ所属。

## 経歴
1990年に横浜プリンスホテルに入社し、2003年にグランドハイアット東京に移籍しペストリー副料理長に就任した。2006年にペストリー料理長に昇格した。その後独立し2011年にパティスリーエチエンヌを開業させた。

## 表彰
- 内海杯（1999年第7回優勝）
- クープ・デュ・モンド・ドゥ・ラ・パティスリー（2007年優勝）

## 出演
- 恋する幸せスイーツ（2010年）